# Monique Olivier
Monique Olivier (ur. 13 maja 1998 w Południowej Afryce) – luksemburska pływaczka.

## Kariera

### Medale igrzysk małych państw Europy
Jest wielokrotną medalistką igrzysk małych państw Europy. W 2013 zdobyła srebrny medal na 400 i 800 m stylem dowolnym oraz w sztafetach 4 × 100 m i 4 × 200 m stylem dowolnym oraz brązowy na 200 m stylem zmiennym, a w 2015 wywalczyła srebro na 200 m stylem motylkowym, 200, 400 i 800 m stylem dowolnym oraz w sztafecie 4 × 200 m stylem dowolnym i brąz na 200 m stylem zmiennym. W 2017 została srebrną medalistką na 200, 400 i 800 m stylem dowolnym i brązową na 200 m stylem zmiennym, a także w sztafetach 4 × 100 m stylem zmiennym oraz 4 × 100 i 4 × 200 m stylem dowolnym.

### Mistrzostwa Luksemburga
W 2011 została mistrzynią Luksemburga na 400 i 800 m stylem dowolnym. W 2012 została mistrzynią kraju na 200, 400 i 800 m stylem dowolnym i wicemistrzynią na 100 m tym samym stylem, 200 m stylem zmiennym oraz sztafetach 4 × 100 m stylem zmiennym i 4 × 100 m stylem dowolnym. W 2013 została mistrzynią Luksemburga na 200 m stylem motylkowym, 200 i 400 m stylem zmiennym i wicemistrzynią na 200 m stylem dowolnym, 100 m stylem motylkowym oraz w sztafetach 4 × 100 m stylem zmiennym i 4 × 100 m stylem dowolnym. W 2014 została mistrzynią kraju na 200 i 400 m stylem zmiennym, 400 m stylem dowolnym oraz w sztafetach 4 × 100 m stylem zmiennym i 4 × 100 m stylem dowolnym i wicemistrzynią na 100 m stylem dowolnym oraz w sztafetach mieszanych 4 × 100 m stylem zmiennym i 4 × 100 m stylem dowolnym. W 2015 została mistrzynią kraju na 200, 400 i 800 m stylem dowolnym, 100 m stylem motylkowym oraz w sztafetach 4 × 100 m stylem zmiennym i 4 × 100 m stylem dowolnym oraz sztafecie mieszanej 4 × 100 m stylem dowolnym, a także wicemistrzynią na 100 m stylem dowolnym. W 2016 została mistrzynią Luksemburga na 400 i 800 m stylem dowolnym oraz w sztafetach 4 × 100 m stylem dowolnym i 4 × 100 m stylem zmiennym.
W 2011 została mistrzynią Luksemburga na krótkim basenie na 400 i 800 m stylem dowolnym, wicemistrzynią na 400 m stylem zmiennym oraz w sztafetach 4 × 100 m stylem zmiennym i 4 × 100 m stylem dowolnym, a także brązową medalistką na 200 m stylem dowolnym. W 2012 została mistrzynią kraju na krótkim basenie na 200, 400 i 800 m stylem dowolnym i w sztafecie 4 × 100 m stylem zmiennym, wicemistrzynią w sztafecie 4 × 100 m stylem dowolnym oraz brązową medalistką na 100 m stylem dowolnym. W 2013 została mistrzynią Luksemburga na krótkim basenie na 200 m stylem zmiennym, 200 i 400 m stylem dowolnym i w sztafecie 4 × 100 m stylem dowolnym oraz wicemistrzynią na 50 m stylem dowolnym. W 2014 została mistrzynią kraju na krótkim basenie na 200 i 400 m stylem dowolnym, 200 m stylem zmiennym i w sztafecie 4 × 100 m stylem dowolnym. W 2015 została mistrzynią Luksemburga na krótkim basenie na 200 i 400 m stylem zmiennym, 200, 400 i 800 m stylem dowolnym, 200 m stylem motylkowym, w sztafetach 4 × 100 m stylem dowolnym i 4 × 100 m stylem zmiennym oraz wicemistrzynią na 200 m stylem klasycznym i w sztafetach mieszanych 4 × 50 m stylem dowolnym i 4 × 50 m stylem zmiennym.

### Inne zawody
W 2013 wystąpiła na mistrzostwach Europy na krótkim basenie, na których uplasowała się na 38. pozycji na 200 m stylem zmiennym z czasem 2:21,42 s, 23. na 800 m stylem dowolnym z czasem 8:52,51 s, 35. na dwukrotnie krótszym dystansie z czasem 4:17,39 s i 38. na 200 m tym samym stylem z czasem 2:02,95 s. W 2014 wystartowała na igrzyskach olimpijskich młodzieży, na których zajęła 22. miejsce na 200 m stylem zmiennym z czasem 2:23,17 s, 17. na 200 m stylem dowolnym z czasem 2:03,59 s, 10. na dwukrotnie dłuższym dystansie z czasem 4:16,37 s i 9. na 800 m tym samym stylem z czasem 8:47,71 s. W tym samym roku wystąpiła na mistrzostwach świata na krótkim basenie, na których była 40. na 200 m stylem dowolnym z czasem 2:01,14 s, 28. na dwukrotnie dłuższym dystansie z czasem 4:11,96 s i 22. na 800 m tym samym stylem z czasem 8:35,09 s. W 2015 wystartowała na mistrzostwach świata, na których była 45. na 200 m stylem dowolnym z czasem 2:03,23 s, 25. na 400 m tym samym stylem z czasem 4:15,24 s, 28. na 800 m stylem dowolnym z czasem 8:45,37 s, 19. na 1500 m tym samym stylem z czasem 16:43,21 s oraz 15. w sztafecie mieszanej 4 × 100 m stylem dowolnym z czasem 3:35,19 s. W 2017 wystartowała na mistrzostwach świata, na których zajęła 22. miejsce na 400 m stylem dowolnym, 25. na 800 m stylem dowolnym, 31. na 200 m stylem dowolnym i 13. w sztafecie mieszanej 4 × 100 m stylem dowolnym.

## Rekordy Luksemburga

### Na długim basenie
Na podstawie:
- 400 m stylem dowolnym – 4:15,24 s ( Kazań, 2 sierpnia 2015, Mistrzostwa Świata w Pływaniu 2015)[58][59][60]
- 800 m stylem dowolnym – 8:45,37 s ( Kazań, 7 sierpnia 2015, Mistrzostwa Świata w Pływaniu 2015)[61][62][63]
- 1500 m stylem dowolnym – 16:43,21 s ( Kazań, 3 sierpnia 2015, Mistrzostwa Świata w Pływaniu 2015)[64][65]
- 200 m stylem motylkowym – 2:18,18 s ( Reykjavík, 2 czerwca 2015, Igrzyska Małych Państw Europy 2015)
- 200 m stylem zmiennym – 2:21,70 s ( Reykjavík, 2 czerwca 2015, Igrzyska Małych Państw Europy 2015)
- 400 m stylem zmiennym – 4:56,99 s ( Monako, 13 czerwca 2015)
- sztafeta mieszana 4 × 100 m stylem dowolnym – 3:34,90 s ( Budapeszt, 29 lipca 2017, Mistrzostwa Świata w Pływaniu 2017)[66][67]

### Na krótkim basenie
Na podstawie:
- 200 m stylem dowolnym – 2:00,45 s ( Angers, 22 listopada 2015)
- 400 m stylem dowolnym – 4:11,96 s ( Doha, 4 grudnia 2014, Mistrzostwa Świata w Pływaniu na krótkim basenie 2014)
- 800 m stylem dowolnym – 8:35,09 s ( Doha, 4 grudnia 2014, Mistrzostwa Świata w Pływaniu na krótkim basenie 2014)
- 1500 m stylem dowolnym – 17:15,77 s ( Luksemburg, 6 października 2013)
- 200 m stylem motylkowym – 2:15,58 s ( Dudelange, 13 grudnia 2015)
- 200 m stylem zmiennym – 2:16,63 s ( Angers, 19 listopada 2015)
- 400 m stylem zmiennym – 4:48,36 s ( Angers, 22 listopada 2015)